# Jean-Pierre Bergeron
Pour les articles homonymes, voir Bergeron.
Jean-Pierre Bergeron né à Jonquière, en 1952, est un acteur, scénariste et réalisateur québécois. Il enseigne également le jeu d'acteur.

## Biographie
Diplômé de l'École nationale de théâtre du Canada en 1971, Jean-Pierre Bergeron étudie comme acteur et professeur à New York, entre autres, avec le maître Herbert Berghof, un descendant artistique de Stanislavski.
Au cours de sa carrière, il fait de nombreuses interprétations au cinéma et à la télévision. On l'a souvent vu dans des rôles de méchant, entre autres dans des productions telles Les Doigts croches, Filière 13, L'Eau chaude, l'eau frette, Les Bons Débarras, Omertà II - La loi du silence, Les Filles de Caleb, Sur le seuil.
Jean-Pierre Bergeron joue et écrit également en anglais. Il a plusieurs activités artistiques dans cette langue, au Canada et aux États-Unis. Il joue ainsi dans Alias, Prom Queen, Les Feux de l'amour, The Poseidon Adventure, Just Desserts, Bonanno: A Godfather's Story. Il a également prêté sa voix à plus de mille annonces publicitaires.
Selon Raymond Bertin, Jean-Pierre Bergeron peut « jouer les êtres bourrus ou autoritaires tout en gardant une fragilité intérieure».
À l'aube de la soixantaine, il écrit et réalise en 2011, son premier court métrage, « Alone with Mr. Carter ». Présenté en première mondiale le 17 septembre 2011 au célèbre Egyptian Theatre de l'« American Cinematheque » à Los Angeles, dans le cadre de « Québec à Hollywood », ce film de 17 minutes mettant en vedette Robert Naylor (Nomination aux Prix Genie 2011 et Gagnant d’un Young Artist Award 2011 à L.A. pour 10 ½), Claudia Ferri (The Killing) et « Paul James Saunders » sera ensuite présenté en première canadienne aux Rendez-vous du cinéma québécois 2012, avant de poursuivre sa route dans divers festivals dont le Festival regard sur le court métrage au Saguenay. Il gagne le Prix du meilleur court métrage québécois au Festival international Fantasia de Montréal en 2012. Jean-Pierre Bergeron dit qu’il a fait ce film parce qu’il n’avait jamais vu à l’écran l’histoire d’un petit gars aussi jeune ayant des sentiments sexuels et amoureux pour un homme adulte. “Dans mon jeune âge, j’ai eu des sentiments secrets pour des hommes. Bien sûr je savais que ça ne mènerait nulle part. Ne fût-ce que parce que j’étais un enfant, je savais qu’il ne fallait pas que ça aille quelque part. Mais les sentiments étaient là. En écho à la conversation d'aujourd'hui sur l'égalité, n'êtes-vous pas d'accord qu'ils étaient aussi valides que ceux d'un petit gars pour une femme adulte? Pourtant, au fil des années, je n’avais jamais vu de film sur ce sujet."
Jean-Pierre Bergeron est considéré comme le premier acteur au Québec identifié à des rôles typiquement masculins (il a joué des policiers, des bandits et des figures d'autorité pendant 40 ans) à sortir du placard dans les médias. Sa feuille de route américaine inclut des rôles dans Alias, American Dreams, The Young and the Restless, The New Poseidon Adventure et plusieurs autres. Un point tournant de sa vie fut de jouer le père col bleu de l'adolescent gay Mark Hall dans Prom Queen, qui fut diffusé sur CTV, LOGO et plusieurs autres réseaux dans le monde. Il se prépare à tourner Hitchhiking in the Dark, son premier long métrage comme scénariste/réalisateur/acteur, en 2015.

## Filmographie

### Cinéma
- 1974 : Il était une fois dans l'Est : Réginald, l'homme de ménage du cabaret "Chez Sandra"
- 1975 : Cher Théo
- 1975 : La Tête de Normande St-Onge
- 1976 : L'Eau chaude, l'eau frette : Julien
- 1977 : Claude Gauvreau : Lontil Deparey
- 1977 : One Man : Union man
- 1980 : Les Bons Débarras : Fernand
- 1987 : Un zoo la nuit : gardien à la prison
- 1987 : Le Frère André
- 1989 : Cruising Bar : Nosel
- 1989 : Speed Zone! : French Flight Passenger
- 1990 : Ding et Dong, le film : Jerôme
- 1991 : L'Assassin jouait du trombone : Claude Champignac
- 1993 : Matusalem : policier Letendre
- 1997 : Matusalem II: le dernier des Beauchesne : sergent Letendre
- 1998 : Winter Lily : Grant
- 1998 : Free Money : Lauter
- 1999 : Le Grand Serpent du monde : Jean-Le-Maîgre
- 2001 : Vercingétorix : La Légende du druide roi (Vercingétorix) : Diviciac
- 2003 : Sur le seuil : père Boudreault
- 2004 : See This Movie : ProfessoR
- 2004; The Prom : Andy Hall
- 2009 : Les Doigts croches : Isidore
- 2010 : Filière 13
- 2014 : Henri Henri : le voisin d'Henri
- 2015 : Hitchhiking in the Dark (écriture, réalisation, jeu)

### Télévision
- 1966 : Rue des Pignons
- 1972 : Quelle famille!
- 1974 : La Petite Patrie : Tellier
- 1974 : Avec le temps : le Baron Dietrich
- 1985 : L'Or du temps : Bob Leclerc
- 1988 : La Maison Deschênes
- 1990 : Les Filles de Caleb
- 1990 : Haute tension - Pour cent millions : Lanthier
- 1991 : Prince Lazure : Vallier
- 1991 : Lance et compte : Tous pour un : Maurice Pinard
- 1992 : Montréal P.Q. : Gerard Godin
- 1992 : Armen and Bullik : Auric
- 1994 : Les grands procès : frère Fortin
- 1995 : Vents contraires : Diego
- 1996 : Innocence
- 1997 : Omertà II - La loi du silence : Marc Andre Théoret
- 1999 : Bonanno: A Godfather's Story
- 1999 : Rue l'Espérance : Antoine Bourbonnais
- 2002 : Le Dernier chapitre : La Suite : Philip Gabriel
- 2003 : The Last Chapter II: The War Continues : Philip Gabriel
- 2003 : Alias : Gils Nacor
- 2004 : Just Desserts (TV) : Emile Fragonard
- 2004 : Prom Queen (Prom Queen: The Marc Hall Story) : Audy Hall
- 2004 : Un fiancé pour Noël (A Boyfriend for Christmas) : Michael Rhodes
- 2011 : Comment survivre aux week-ends (WEB série) : Franco
- 2011 : Alone with Mr. Carter (réalisation) : Anglais
- 2016 : Les Pêcheurs
- 2016 : Complexe G : Alexa
- 2017 - 2020 : Faits divers (série télévisée) : Yvan-Gilles Savard
- 2020 : Escouade 99 : le journaliste
- 2024 : La Dernière Communion : frère Pierre

## Distinctions
- Nomination pour le Jutra du meilleur acteur de soutien en 2000 pour Le Grand Serpent du monde